# Ainura Sagyn
Ainura Sagyn é uma uma desenvolvedora de software do Quirguistão. Fundou a startup Tazar, aplicativo e site que conectam locais que produzem lixo (como restaurantes, fábricas, canteiros de obra e casas) com a indústria da reciclagem. Por sua atuação em prol do meio ambiente e da maior inserção das mulheres na área da tecnologia, ela tem recebido diversos prêmios, inclusive a inclusão de seu nome na lista da BBC 100 Mulheres, em 2022.

## Vida profissional e ativismo
Ainura Sagyn nasceu em uma pequena região montanhosa do Quirguistão e cresceu em Talas. Ela é a primeira pessoa da família a ir para a faculdade, graças a uma bolsa integral para estudar ciência da computação em Bishkek, capital do seu país. Ela está cursando pós-graduação na área de Visão Computacional, na Universidade Autônoma de Madrid. Em seu país, ela tem participado de programas na mídia, palestrou durante o Dia da Mulher da ONU e é reconhecida como uma ativista em prol da maior inserção das mulheres na área de STEM. Como ela pontou, "Para trabalhar e estudar, viajei para muitos países, conferências e universidades na Europa, Ásia e no Vale do Silício".
Desde 2018, ela é embaixadora regional do Technovation Global Challenge, e ministrou vários cursos de codificação e STEM (Ciência, Tecnologia, Engenharia e Matemática) para mais de 2.000 meninas nas áreas rurais de todo o país. Sua intenção é proporcionar outras oportunidades para as meninas do país, onde a tradição é casar antes dos 23 anos, tornar-se dona de casa e ter quatro ou cinco filhos. Ainura Sagyn comenta que atuar na área de tecnologia é uma das ambições mais ousadas em algumas regiões do Quirguistão. A melhoria no cenário de inserção feminina na tecnologia é consequência, em parte, dos prêmios conquistados por startups fundadas por mulheres na Ásia Central. Ela vem dedicando parte dos prêmios que vem recebendo para os seminários de codificação para meninas que moram na zona rural do Quirguistão.
Além disso, ela tem focado no desenvolvimento de tecnologias para os problemas ambientais locais. Em conjunto com Aimeerim Tursunalieva, ela criou o Tazar, um aplicativo que conecta produtores de lixo com recicladores, para reduzir o tamanho dos aterros.

## O aplicativo Tazar
No Quirguistão, a questão da reciclagem do lixo só foi levantada em 2018 e ainda não é amplamente disseminada entre a população. Em 2019, as desenvolvedoras Ainura Sagyn e Aimeerim Tursunalieva lançaram o aplicativo Tazar para tentar reduzir o volume de lixo que vai parar nos aterros de Biqueque, capital do Quirguistão. O app TAZAR tem três funções:
1. Mapa com os pontos de coleta de recicláveis,
2. Solicitar coleta de recicláveis,
3. Guia de classificação adequada de recicláveis.

Por meio do aplicativo, os moradores urbanos entram em contato com os processadores de reciclagem independentes para doar ou vender seus materiais recicláveis. Mas, para além da questão ambiental, o aplicativo também vem ajudando a melhorar a vida financeira das mulheres locais. Mulheres desempregadas com filhos são 65% dos usuários do Tazar e trocam os pontos gerados no aplicativo por dinheiro ou cosméticos. Entre o final de 2020 e o início de 2022, mais de 10 toneladas de recicláveis deixaram de ir para os aterros.
Em 2019, Ainura Sagyn recebeu a Bolsa Toptal para Mulheres de $ 10.000 e mentoria de um especialista em aprendizado de máquina para tentar implementar reconhecimento de plásticos para tornar a reciclagem mais eficiente. Ela também quer integrar visão computacional e robótica para que mãos robóticas comandadas por programas de computador possam selecionar os recicláveis em centros de reciclagem.

## Prêmios e Reconhecimentos
- ? - prêmio inDriver[7]
- 2019 - Toptal Scholarship for Women[8]
- 2021 - The award for female founders of IT startups[7]
- 2021 - Aurora Tech Award[13][14]
- 2021 - Student of Vision Abie Award[5]
- 2022 - Segundo lugar na premiação do The Eurasian Regional Center of ICYF (ICYF-ERC)[15]
- 2022 - BBC 100 Mulheres[4][16][17]

Seu nome foi selecionado para a lista da BBC pela ampla cobertura de seu trabalho na mídia. Segundo a BBC,
| “ | Estávamos à procura de candidatos que ganharam manchetes ou influenciaram histórias importantes nos últimos 12 meses, bem como aqueles que podem contar histórias inspiradoras, alcançar algo significativo ou impactar sua comunidade de maneiras que não necessariamente serão notícia. O grupo de nomes foi então julgado de acordo com o tema deste ano — os progressos alcançados em vários domínios na última década. | ” |
|   | |   |